# Akbarpur (Ambedkar Nagar)
Akbarpur (hindi अकबरपुर) – miasto w północnych Indiach w stanie Uttar Pradesh, na Nizinie Hindustańskiej.
Populacja miasta w 2001 roku wynosiła 33 889 mieszkańców.